# Rubens Furlan
Rubens Furlan (Sorocaba, 12 de dezembro de 1952) é um político brasileiro, filiado ao PSB. É formado em Direito pela Faculdade de Direito de Osasco, do Centro Universitário FIEO. Foi prefeito de Barueri.  Furlan é casado com Sônia Dias Furlan e pai de quatro filhos, Priscila Furlan, Rubens Furlan Junior, Felipe Furlan e a deputada estadual Bruna Furlan, que já foi filiada ao PMDB e em 2009 filiou-se ao PSDB. Antes de entrar para a carreira política já foi vendedor de doces, balconista, jornaleiro, engraxate e taxista.

## Biografia
Rubens Furlan, nasceu em Sorocaba, município do interior de São Paulo, em 1952, filho do militar Antônio Furlan e de Beatriz Furlan, é o mais velho entre cinco filhos, seus irmão são: Celso Furlan (ex-secretário de Educação de Barueri), Antônio Furlan Filho (vereador de Barueri, pelo 5º mandato), Cleide e Sueli Furlan. Apesar de nascido em Sorocaba, foi na cidade de Barueri que Furlan construiu sua carreira de homem público: a relação da família Furlan com Barueri iniciou-se em 1966, quando o pai de Rubens, Antônio, um militar, foi transferido para o 14° BPM/M de Barueri.

## Carreira política
A carreira política de Rubens Furlan, começou em 1976, aos 24 anos de idade, filiado ao MDB, é eleito vereador da cidade de Barueri, o mais bem votado daquela eleição, com 570 votos, tomando posse em 1977, para um mandato de seis anos. Em 1979, é eleito por seus pares Presidente da Câmara Municipal, para o biênio 1979-1981.
Em 1981, concluiu o curso de Direito, pela Faculdade de Direito de Osasco. Nas eleições de 1982, 30 422 eleitores foram às urnas para eleger o prefeito que comandaria a cidade até o ano de 1988: Furlan, visando a dar o maior passo de sua carreira política, lançou-se candidato à Prefeitura. Numa eleição bastante concorrida, com doze candidatos, Furlan foi eleito, recebendo 12 749 votos, quase três vezes mais que o segundo colocado, Alcides Munhoz, do PTB, que recebera 4 373 votos. Em sua gestão à frente da Prefeitura, criou a Guarda Civil Municipal. Foi condecorado cidadão benemérito de Santana de Parnaíba, em 1987, e de Barueri, Pirapora do Bom Jesus e Itatinga, em 1988.
Com a carreira já consolidada, Furlan elegeu seu sucessor, Bel Correia, nas eleições de 1988. Nas eleições de 1990, Furlan elegeu-se deputado estadual com a quarta maior votação do estado, garantindo a representação da região de Barueri na Assembleia Legislativa de São Paulo.  Renunciou ao mandato de deputado estadual, pois nas eleições municipais de 1992 foi eleito para o segundo mandato à frente da Prefeitura de Barueri.

### Eleição para a Câmara do Deputados
Em 1995, Furlan deixou o PMDB e se transferiu para o PFL (atual Democratas). Por esse partido, foi eleito deputado federal por São Paulo, nas eleições de 1998, com a terceira maior votação do estado e a quinta maior do País. Em fevereiro de 1999, assumiu o mandato, tornando-se vice líder do PFL na Câmara. Ao longo do mandato, Furlan participou de comissões importantes, como: Constituição e Justiça e de Redação: Suplente (2000–2001); Desenvolvimento Urbano e Interior, como presidente, primeiro vice-presidente e titular; Direitos Humanos, como titular (1999–2000); Finanças e Tributação, como suplente (2001–2002); Fiscalização Financeira e Controle, como titular (1999–2000); Relações Exteriores e de Defesa Nacional, como titular (2001–2002); Seguridade Social e Família, como suplente (1999–2000). Em 1999, trocou novamente de partido, deixando o PFL e filiando-se ao PPS, de que passou a ser vice-líder na Câmara, entre 2000 e 2001.

### Terceiro e quarto mandatos na Prefeitura
Concluído seu mandato, em fevereiro de 2003, Furlan lançou-se pela terceira vez como candidato a prefeito de Barueri, nas eleições de 2004, numa coligação formada por quinze partidos, que recebera o título "Barueri Cada Vez Melhor". A coligação foi eleita com 107 887 votos para comandar a cidade pelos quatro anos seguintes. Em 2006, Furlan retornou a seu primeiro partido, o PMDB, e, em 2008, foi reeleito prefeito para seu quarto mandato.

### Quinto mandato na Prefeitura
Em 2014, trocou de partido pela quinta vez, deixando o PMDB, e filiando-se ao PSDB, do governador do Geraldo Alckmin, sendo eleito prefeito, com 143 250 votos, nas eleições de 2016.

### Eleições 2020
Em convenção partidária realizada em 5 de setembro de 2020, na Câmara Municipal de Barueri, teve seu nome oficializado como candidato à reeleição, com o apoio dos seguintes partidos: Avante, Democratas, PCdoB, PDT, PL, PRTB, PSC, PSL, PTB, PTC, Republicanos e Solidariedade, que juntos formaram a coligação "Barueri no Caminho Certo", em busca de seu sexto mandato à frente da Prefeitura. Em 15 de novembro, foi reeleito prefeito, com 85,35% dos votos válidos, e tomou posse em 1 de janeiro de 2021.

## Controvérsias
Em março de 2010, em seu quarto mandato como prefeito de Barueri, proibiu uma matéria do programa Custe o Que Custar (CQC), da Rede Bandeirantes, por meio de uma ação judicial aceita pela juíza Nilza Bueno da Silva, da Vara da Fazenda Pública de Barueri. Foi alegado que a matéria poderia conter sensacionalismo e por isto a prefeitura deveria ter conhecimento da mesma antecipadamente. Os apresentadores do programa fizeram protesto e chamaram o ato de censura. Marcelo Tas afirmou: "Isso configura uma coisa bastante clara chamada censura e significa que estamos no caminho certo. Eles alegam que nós não demos o direito de resposta, o que é uma coisa absurda porque a matéria ainda não foi ar e também porque as pessoas acusadas foram ouvidas, por isso que o nome disso é censura."
Na semana seguinte a reportagem foi liberada. O conteúdo da reportagem mostrava o desvio de uma televisão doada pelo programa a uma escola.  A televisão fora previamente equipada com um aparelho GPS e alarme, sendo possível sua localização.  A reportagem do CQC, rastreando o televisor, descobriu que este estava em outro local.
Posteriormente Furlan, ao dar entrevista a Danilo Gentili, proferiu:
| “ | Não foi censura. Minha secretaria jurídica que viu essa estupidez de vocês. Vocês são uns babacas, sem nenhum talento, uns tontos, malandros, que se veem no direito de ridicularizar o Congresso. Quem são vocês? Fala para mim… Quem são vocês? […] [Gentili responde: Danilo Gentili prazer, tudo bom?] Eu não vou cumprimentar você. Babaca, eu não cumprimento. […] Vai ver quem é aquele careca debochado, aqueles palhaços tontos sem nenhum talento, que se prestam a desmoralizar os outros. Vocês são uns babacas, que se prestam a desmoralizar as pessoas. E a democracia, se você quer saber, é o que permite a gente como vocês fazer o que vocês estão fazendo. Custe o Que Custar, estes babacas. E sabe por que eu tô conversando com você? Para mostrar para você que você é absolutamente nada diante da luta que desenvolvemos para democratizar o país e para permitir para você e aqueles babacas do CQC possam falar… custe o que custar. | ” |

O prefeito recebeu a televisão e entregou um documento de confirmação para o repórter.  O desembargador Marrey Uint, da 3ª Câmara de Direito Público do Tribunal de Justiça de São Paulo, solicitou ao Ministério Público que investigue possíveis crimes dos envolvidos no caso e divulgou a seguinte declaração:
| “ | Não existe democracia sem imprensa livre. A constituição em vigor consagra manifestação de pensamento, criação e expressão sem nenhuma restrição. Esta matéria acabou de demonstrar no mínimo uma falta de observância dos princípios da moralidade e da legalidade; é um flagrante à contradição entre os depoimentos dos entrevistados, como o do senhor secretário da educação, da senhora diretora da escola e dos funcionários municipais, inclusive o tal sintonizador. | ” |

Durante uma coletiva realizada em 23 de março, Rubens Furlan afirmou que a ação seria engendrada pelo Partido dos Trabalhadores, pois a produtora Cuatro Cabezas seria ligada no Brasil à Gamecorp, produtora de conteúdo brasileira que teria como um de seus sócios Fábio Luís Lula da Silva (conhecido como Lulinha), filho do presidente Luiz Inácio Lula da Silva. De acordo com Furlan, a televisão foi periciada e foram encontrados aparelhos de espionagem como microfones de alta sensibilidade, baterias grandes, um chip de celular da operadora TIM, além do GPS. Toda essa situação seria causada devido ao apoio político que dá ao governador José Serra e por estar há 34 anos no poder. Em nota no site da prefeitura de Barueri, a Secretaria Municipal de Comunicação Social divulgou que o tratamento dado na entrevista pelo prefeito Furlan é uma opinião pessoal garantida pela democracia, do mesmo modo que faz o CQC com seus entrevistados.
Em réplica, o PT local sugeriu que as acusações de Furlan seriam um mecanismo de desvio de foco de um erro grave que aconteceu na sua administração. A Band, por sua vez declarou que a Cuatro Cabezas não tem nenhuma ligação com a Gamecorp, e sim com o grupo holandês Eyeworks.

## Desempenho em eleições
| Ano  | Eleição               | Coligação | Partido | Candidato a       | Votos        | Votos em Barueri           | Resultado |
| ---- | --------------------- | --- | ------- | ----------------- | ------------ | -------------------------- | --------- |
| 1976 | Municipal de Barueri  | MDB | MDB     | Vereador          | —            | 570 (1º)                   | Eleito    |
| 1982 | Municipal de Barueri  | PMDB | PMDB    | Prefeito          | —            | 12.749 (1º - turno único)  | Eleito    |
| 1990 | Estadual de São Paulo | PMDB | PMDB    | Deputado Estadual | 87.383 (4º)  | 39.464 (1º)                | Eleito    |
| 1992 | Municipal de Barueri  | PMDB | PMDB    | Prefeito          | —            | 57.434 (1º - turno único)  | Eleito    |
| 1998 | Estadual de São Paulo | PFL, PPB, PL | PFL     | Deputado Federal  | 220.596 (3º) | 72.982 (1º)                | Eleito    |
| 2004 | Municipal de Barueri  | PPS, PP, PDT, PTB, PMDB, PL, PFL, PAN, PRTB, PHS, PTC, PSB, PRP, PSDB, PTdoB                                           | PPS     | Prefeito          | —            | 107.887 (1º - turno único) | Eleito    |
| 2008 | Municipal de Barueri  | PMDB, PRB, PP, PTB, PSC, PR, PPS, DEM, PSB, PV, PRP, PCdoB, PPS                                                        | PMDB    | Prefeito          | —            | 97.923 (1º - turno único)  | Eleito    |
| 2016 | Municipal de Barueri  | PSDB, PSD, PTN, SD, PSC, PP, PCdoB, PRB, PRTB, PTC, PV, PMDB, PTB, PEN, PSD, PSDC, PRP, PMB, PSB, DEM, PHS, PTdoB, PDT | PSDB    | Prefeito          | —            | 143.250 (1º - turno único) | Eleito    |
| 2020 | Municipal de Barueri  | PSDB, SD, PSC, PCdoB, Republicanos, PRTB, PTC, PTB, DC, DEM, Avante, PDT, PL, PSL                                      | PSDB    | Prefeito          | —            | 145.377 (1º - turno único) | Eleito    |

## Livro publicado
- Rubens Furlan: 30 Anos de Vida Pública, pela editora Prol.[22]